# Union des travailleurs guyanais
L’Union des travailleurs guyanais est une organisation syndicale guyanaise proche de la CGT française.
L'UTG soutient depuis 1971 le principe de l'indépendance de la Guyane, mais cette revendication n'est pas actuellement mise en avant de manière prioritaire.

## Histoire

### De 1935 à 1964
Le syndicat est alors une union territoriale (départementale à compter de 1946) affiliée à la CGT.

### Depuis 1967
Lors du 36e congrès national de la CGT à Nanterre en région parisienne, le secrétaire de l'UD-CGT de Guyane, Turenne Radamonthe, proclame l'indépendance de la centrale guyanaise. Cette proclamation vient après plusieurs vagues d'émeutes et de manifestations ouvrières à Cayenne depuis 1964 réprimées par l'administration française qualifiée de « coloniale ».
Le congrès constitutif se tient à Sinnamary cette même année.
La surprise des dirigeants de la CGT passée, un accord de partenariat est noué entre les deux organisations : la CGT prescrit l'adhésion à l'UTG de ses membres amenés à venir travailler en Guyane, et réciproquement l'UTG préconise à ses adhérents venant travailler en métropole d'adhérer à la CGT.
En 1971, le 3e congrès de l'UTG à Saint-Laurent-du-Maroni adopte après de longs débats, le mot d'ordre d'indépendance nationale inscrit dans les statuts du syndicat. L'organisation rejoint les partisans de la réinscription de la Guyane au Comité spécial de la décolonisation au sein de l'ONU en juillet 2016.
En 1974, Roland Delannon, dirigeant de l’UTG crée le Mouvement guyanais de décolonisation (MoGuyDe), mais à partir de 1981, la revendication de l'indépendance n'est plus mise en avant.
En 2017, le 14e congrès se tient au moment où la Guyane connaît un mouvement social sans  précédent, avec des manifestations populaires d'une ampleur inédite sur le territoire et l'UTG lance un ordre de grève générale à compter du 27 mars 2017.

## Organisation
L'UTG se compose de 37 syndicats professionnels organisés par branches.

## Dirigeants
- 1967-1984 : Turenne Radamonthe[6], né le 14 novembre 1926 à Mana, mort le 10 juin 1989 à Cayenne, qui exerçait la profession de maçon.

- 2012-2014 : Patricia Saïd[7]

- 2014-2017 : Albert Darnal[8]

- depuis 2017 : Jean-Marc Chemin[3]